# Japanischer Zwergkaiserfisch
Der Japanische Zwergkaiserfisch (Centropyge interruptus) lebt an Fels- und Korallenriffen des mittleren und südlichen Japan  bis in Tiefen von 60 Metern. Sein Verbreitungsgebiet reicht von Tokio bis zur Insel Shikoku, besonders häufig ist er bei der Izu-Halbinsel, den Izu-Inseln und den Ogasawara-Inseln. Vereinzelt soll er auch bei den Midwayinseln und dem Kure-Atoll bei Hawaii vorkommen. Er ernährt sich unter anderem von den Ausscheidungen von Riff- und Fahnenbarschen.

## Merkmale
Der Japanische Zwergkaiserfisch ist mit einer maximalen Länge von 15 bis 18 Zentimetern einer der größten Zwergkaiserfisch-Arten. Er ist von oranger und blauer Farbe, die Schwanzflosse ist gelb. Die Art weist als einer der wenigen Zwergkaiserfische einen deutlichen Geschlechtsdimorphismus auf. Das Männchen hat blaue Linien auf dem Kiemendeckel und sieht aus der Entfernung hellblau aus, die weichstrahligen Teile von Rücken- und Afterflosse sind blau und schwarz gesprenkelt. Der Kiemendeckel der Weibchen ist blau gesprenkelt und wirkt aus der Entfernung orange, Rücken- und Afterflosse sind einheitlich blau.
Flossenformel: Dorsale XIIII/16, Anale III/17